# 双尾目
双尾目（学名：Diplura），通称双尾虫、铗尾虫，亦簡化作𧈢，为一类较为原始的六足類节肢动物，與昆蟲近緣:134。双尾虫身体细长而扁平，白色或黄色，没有眼睛，尾部具有一对尾鬚或尾铗，触角长，如念珠状。生活在阴暗潮湿的地方，以腐殖质、微小动物为食。

## 分類
双尾目現時包括有過千個物種，在现代分类系统包括兩個亚目、三個总科、10個科，分別如下:131：
- 钳亚目 Dicellura（亦作钳尾亚目）
  - 铗𧈢总科Japygoidea
    - 敏铗𧈢科 Dinjapygidae Womersley, 1939
    - 异铗𧈢科 Heterojapygidae
    - 铗𧈢科 Japygidae Lubbock, 1873 (forcepstails)
    - 副铗𧈢科 Parajapygidae Womersley, 1939
- 棒亚目 Rhabdura（亦作棒尾亚目）
  - 康𧈢总科 Campodeoidea
    - 康𧈢科 Campodeidae
    - 原康𧈢科 Procampodeidae

  - 原铗𧈢总科 Projapygoidea
    - 后铗𧈢科 Anajapygidae
    - 原铗𧈢科 Projapygidae